# 库隆比耶 (萨尔特省)
库隆比耶（法語：Coulombiers，法語發音：[kulɔ̃bje]）是法国卢瓦尔河地区萨尔特省的一个旧市镇，位于该省北部，属于马梅尔斯区。2019年1月1日，库隆比耶与市镇萨尔特河畔弗雷奈和萨尔特河畔圣日耳曼合并为新的萨尔特河畔弗雷奈。

## 地理
库隆比耶（48°17'52"N, 0°7'35"E）面积12.34 平方千米，位于法国卢瓦尔河地区大区萨尔特省，该省份为法国西北部内陆省份，北起顺时针与奥恩省、厄尔-卢瓦省、卢瓦-谢尔省、安德尔-卢瓦尔省、曼恩-卢瓦尔省和马耶讷省接壤，是法国大西部的入口，连接卢瓦尔河谷、布列塔尼和巴黎盆地。
与库隆比耶接壤的市镇（或旧市镇、城区）包括：鲁埃塞方丹、谢朗塞、菲耶、皮亚塞、萨尔特河畔圣日耳曼。
库隆比耶的时区为UTC+01:00、UTC+02:00（夏令时）。

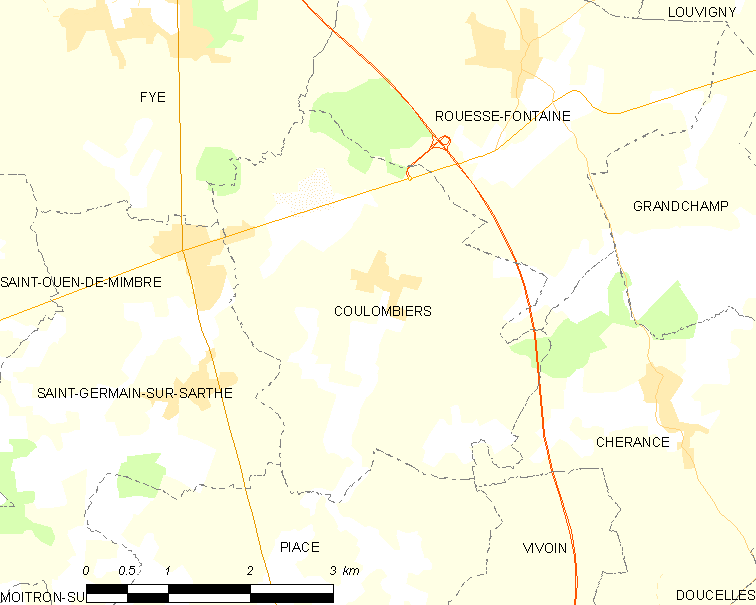
库隆比耶的OSM定位图

## 行政
库隆比耶的邮政编码为72130，INSEE市镇编码为72097。

## 政治
库隆比耶所属的省级选区为锡耶勒纪尧姆县。

## 人口

1962-2008年间库隆比耶人口变化图示

库隆比耶于2018年1月1日时的人口数量为473人。